# Wspólnota administracyjna Zellingen
Wspólnota administracyjna Zellingen – wspólnota administracyjna (niem. Verwaltungsgemeinschaft) w Niemczech, w kraju związkowym Bawaria, w rejencji Dolna Frankonia, w regionie Würzburg, w powiecie Main-Spessart. Siedziba wspólnoty znajduje się w miejscowości Zellingen.
Wspólnota administracyjna zrzesza dwie gminy targowe (Markt) oraz dwie gminy wiejskie (Gemeinde): 
- Himmelstadt, 1 683 mieszkańców, 13,42 km²
- Retzstadt, 1 562 mieszkańców, 18,07 km²
- Thüngen, gmina targowa, 1 324 mieszkańców, 13,61 km²
- Zellingen, gmina targowa, 6 637 mieszkańców, 41,45 km²